# Železnogorsk (Territorio di Krasnojarsk)
Železnogorsk (in russo Железногорск?) è una città della Russia che si trova nel Territorio di Krasnojarsk, con una sviluppata industria nucleare. È stata precedentemente nota come Krasnojarsk-26. Secondo i risultati preliminari del censimento del 2010 aveva una popolazione di 85.559 abitanti, mentre nel 2002 ne aveva 93.875.

## Storia
Nel 1950 l'Unione Sovietica creò la città chiusa di Krasnojarsk-26 per la produzione di plutonio militare. La storia della città e il complesso di difesa associato sono intrecciati. La città era una città segreta in Unione Sovietica fino a quando il presidente Boris El'cin rivelò la sua posizione nel 1992. Prima di allora la città non era apparsa su nessuna mappa ufficiale. La città fu anche nota come Soctown, Ferro, Nine.